# Rozworzyn
Rozworzyn (prononciation [rɔzˈvɔʐɨn]) est un village de la gmina de Brzeziny, du powiat de Brzeziny, dans la voïvodie de Łódź, situé dans le centre de la Pologne.
Il se situe à environ 5 kilomètres à l'est de Brzeziny (siège de la gmina et du powiat) et 25 kilomètres à l'est de Łódź (capitale de la voïvodie).
Sa population s'élevait à 69 habitants en 2011.

## Administration
De 1975 à 1998, le village était attaché administrativement à l'ancienne voïvodie de Skierniewice.

Depuis 1999, il fait partie de la nouvelle voïvodie de Łódź.